# 山鹿市
山鹿市（やまがし）は、熊本県の北部にある市。山鹿温泉や山鹿灯籠まつりで知られる。

## 地理

### 位置
熊本県の北部の内陸部、熊本市から北側へ約30km。市の北部から北東部にかけて福岡県と接しており、市の東端部ではわずかに大分県と接している。中央部よりやや南寄りにある中心市街地から南部（旧菊鹿町）にかけては盆地となっている。市北部から北東部の県境付近は九州山地の一角を占めており、北部（旧鹿北町）の福岡県との県境には姫御前岳（596m）、北東部（旧菊鹿町）の福岡県・大分県との県境付近には国見山（1018m）、八方ヶ岳（1052m）といった山々がそびえる。河川としては、菊池川が中心部を流れる。

### 地形

#### 山岳
- 九州山地
  - 八方ヶ岳（1052m）
  - 国見山（1018m）
  - 姫御前岳（596m）

#### 河川
- 菊池川

### 気候
| 鹿北（1991年 - 2020年）の気候      | 鹿北（1991年 - 2020年）の気候 | 鹿北（1991年 - 2020年）の気候 | 鹿北（1991年 - 2020年）の気候 | 鹿北（1991年 - 2020年）の気候 | 鹿北（1991年 - 2020年）の気候 | 鹿北（1991年 - 2020年）の気候 | 鹿北（1991年 - 2020年）の気候 | 鹿北（1991年 - 2020年）の気候 | 鹿北（1991年 - 2020年）の気候 | 鹿北（1991年 - 2020年）の気候 | 鹿北（1991年 - 2020年）の気候 | 鹿北（1991年 - 2020年）の気候 | 鹿北（1991年 - 2020年）の気候 |
| 月                                 | 1月                           | 2月                           | 3月                           | 4月                           | 5月                           | 6月                           | 7月                           | 8月                           | 9月                           | 10月                          | 11月                          | 12月                          | 年                            |
| ---------------------------------- | ----------------------------- | ----------------------------- | ----------------------------- | ----------------------------- | ----------------------------- | ----------------------------- | ----------------------------- | ----------------------------- | ----------------------------- | ----------------------------- | ----------------------------- | ----------------------------- | ----------------------------- |
| 最高気温記録 °C （°F）             | 22.0 (71.6)                   | 23.3 (73.9)                   | 28.5 (83.3)                   | 30.9 (87.6)                   | 35.3 (95.5)                   | 34.9 (94.8)                   | 37.1 (98.8)                   | 37.3 (99.1)                   | 36.5 (97.7)                   | 32.3 (90.1)                   | 28.8 (83.8)                   | 24.0 (75.2)                   | 37.3 (99.1)                   |
| 平均最高気温 °C （°F）             | 9.7 (49.5)                    | 11.4 (52.5)                   | 15.2 (59.4)                   | 20.7 (69.3)                   | 25.3 (77.5)                   | 27.3 (81.1)                   | 30.6 (87.1)                   | 32.0 (89.6)                   | 28.9 (84)                     | 23.7 (74.7)                   | 17.6 (63.7)                   | 11.9 (53.4)                   | 21.2 (70.2)                   |
| 日平均気温 °C （°F）               | 3.5 (38.3)                    | 4.9 (40.8)                    | 8.4 (47.1)                    | 13.6 (56.5)                   | 18.4 (65.1)                   | 22.1 (71.8)                   | 25.7 (78.3)                   | 26.3 (79.3)                   | 22.9 (73.2)                   | 17.0 (62.6)                   | 10.9 (51.6)                   | 5.4 (41.7)                    | 14.9 (58.8)                   |
| 平均最低気温 °C （°F）             | −1.5 (29.3)                   | −0.9 (30.4)                   | 2.1 (35.8)                    | 6.8 (44.2)                    | 11.9 (53.4)                   | 17.7 (63.9)                   | 22.0 (71.6)                   | 22.0 (71.6)                   | 18.2 (64.8)                   | 11.4 (52.5)                   | 5.3 (41.5)                    | 0.2 (32.4)                    | 9.6 (49.3)                    |
| 最低気温記録 °C （°F）             | −8.8 (16.2)                   | −10.1 (13.8)                  | −6.7 (19.9)                   | −3.9 (25)                     | 0.9 (33.6)                    | 6.3 (43.3)                    | 12.7 (54.9)                   | 13.7 (56.7)                   | 6.2 (43.2)                    | −0.7 (30.7)                   | −3.7 (25.3)                   | −7.4 (18.7)                   | −10.1 (13.8)                  |
| 降水量 mm （inch）                 | 59.3 (2.335)                  | 84.8 (3.339)                  | 136.3 (5.366)                 | 158.7 (6.248)                 | 196.7 (7.744)                 | 449.0 (17.677)                | 452.5 (17.815)                | 233.2 (9.181)                 | 167.2 (6.583)                 | 86.4 (3.402)                  | 87.8 (3.457)                  | 66.1 (2.602)                  | 2,177.9 (85.744)              |
| 平均降水日数 （≥1.0 mm）           | 7.8                           | 8.6                           | 10.9                          | 10.5                          | 10.1                          | 14.2                          | 14.1                          | 11.5                          | 9.6                           | 6.8                           | 7.9                           | 7.9                           | 119.8                         |
| 平均月間日照時間                   | 119.5                         | 128.6                         | 162.2                         | 186.2                         | 196.4                         | 124.6                         | 157.2                         | 190.2                         | 169.8                         | 179.8                         | 143.4                         | 126.6                         | 1,884.6                       |
| 出典1：Japan Meteorological Agency |                               |                               |                               |                               |                               |                               |                               |                               |                               |                               |                               |                               |                               |
| 出典2：気象庁                      |                               |                               |                               |                               |                               |                               |                               |                               |                               |                               |                               |                               |                               |

### 地域

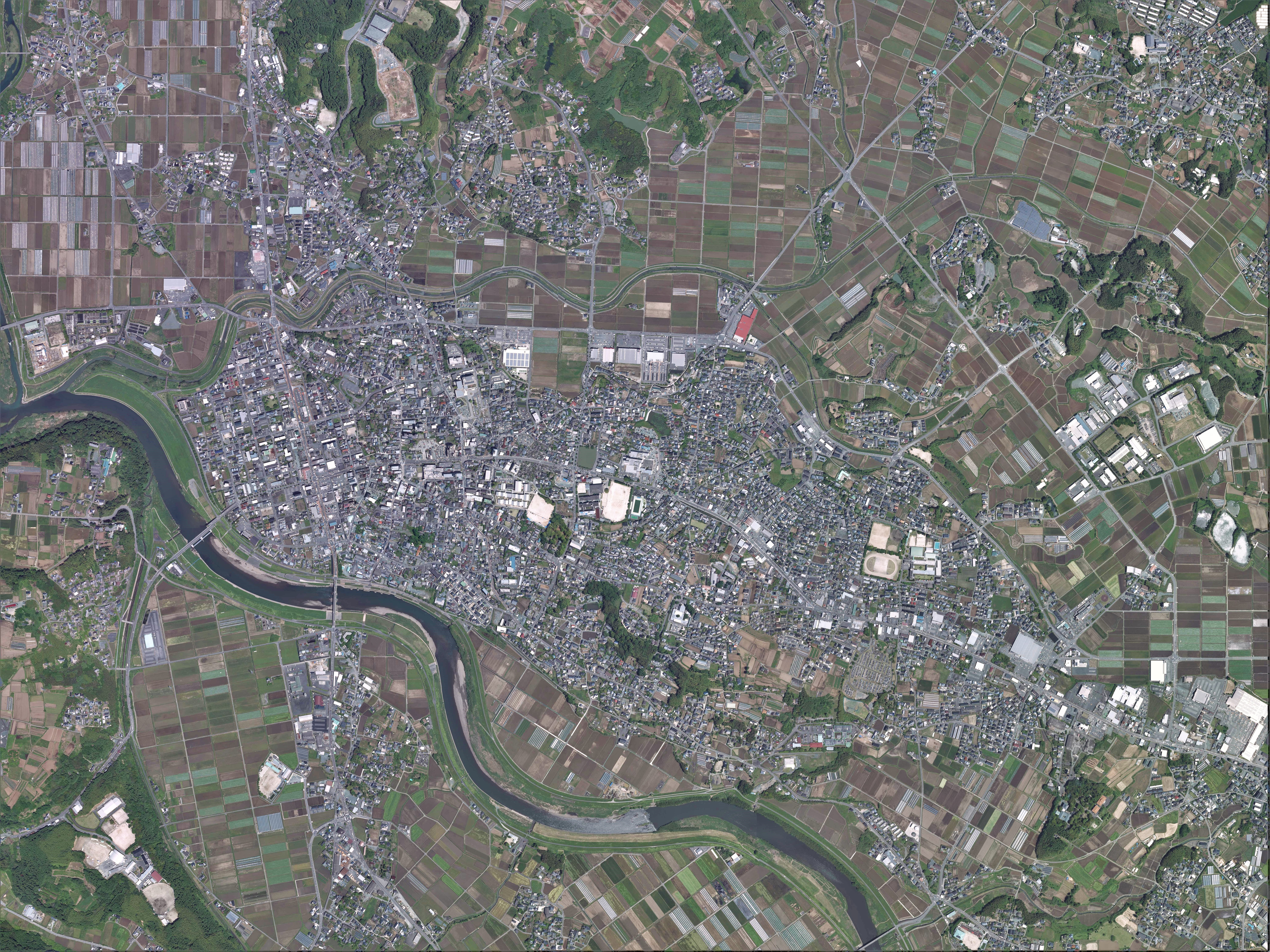
山鹿市中心部周辺の空中写真。
2018年5月10日撮影の6枚を合成作成。。

#### 地名
平成の大合併で合併した地区は、旧町名を大字の前に冠している。
- 宗方(旧山鹿町)
- 山鹿(旧山鹿町)
- 石(旧八幡村)
- 熊入町(旧八幡村、市制時に熊入より改称)
- 下吉田(旧八幡村)
- 杉(旧八幡村)
- 名塚(旧八幡村)
- 小坂(旧三岳村)
- 津留(旧三岳村)
- 寺島(旧三岳村)
- 上吉田(旧三玉村)
- 蒲生(旧三玉村)
- 久原(旧三玉村)
- 麻生野(旧川辺村)
- 椿井(旧川辺村)
- 鍋田(旧川辺村)
- 西牧(旧川辺村)
- 保多田(旧川辺村)
- 方保田(旧大道村)
- 古閑(旧大道村)
- 中(旧大道村)
- 藤井(旧大道村)
- 小群(旧平小城村)
- 城(旧平小城村)
- 平山(旧平小城村)
- 小原(旧米田村)
- 坂田(旧米田村)
- 志々岐(旧米田村)
- 長坂(旧米田村)
- 南島(旧米田村)
- 泉町(旧1964年、山鹿より発足)
- 大橋通(旧1964年、山鹿・宗方より発足)
- 昭和町(旧1964年、山鹿・宗方より発足)
- 新町(旧1964年、山鹿・宗方より発足)
- 中央通(旧1964年、山鹿・宗方より発足)
- 川端町(旧1974年、山鹿・宗方より発足)
- 宗方通(旧1974年、宗方より発足)
- 鹿校通1丁目～4丁目(旧古閑・中より発足)

鹿北町
- 椎持(旧岳間村)
- 多久(旧岳間村)
- 芋生(旧広見村)
- 四丁(旧広見村)
- 岩野(旧岩野村)

菊鹿町
- 阿佐古(旧城北村)
- 池永(旧城北村)
- 木野(旧城北村)
- 松尾(旧城北村)
- 宮原(旧城北村)
- 米原(旧城北村)
- 相良(旧内田村)
- 上内田(旧内田村)
- 矢谷(旧内田村)
- 山内(旧内田村)
- 太田(旧六郷村)
- 上永野(旧六郷村)
- 五郎丸(旧六郷村)
- 下内田(旧六郷村)
- 下永野(旧六郷村)
- 長(旧六郷村)

鹿本町
- 来民(旧来民町)
- 御宇田(旧来民町)
- 石渕(旧稲田村)
- 小島(旧稲田村)
- 下高橋(旧稲田村)
- 庄(旧稲田村)
- 高橋(旧稲田村)
- 津袋(旧稲田村)
- 梶屋(旧中富村)
- 小柳(旧中富村)
- 下分田(旧中富村)
- 中川(旧中富村)
- 中富(旧中富村)
- 中分田(旧中富村)
- 分田(旧中富村)

鹿央町
- 梅木谷(旧山内村)
- 大浦(旧山内村)
- 北谷(旧山内村)
- 霜野(旧山内村)
- 中浦(旧山内村)
- 仁王堂(旧山内村)
- 千田(旧千田村)
- 広(旧千田村)
- 持松(旧千田村)
- 合里(旧米野岳村)
- 岩原(旧米野岳村)

### 人口
| |                                        |  |
| 山鹿市と全国の年齢別人口分布（2005年） | 山鹿市の年齢・男女別人口分布（2005年） |  |
| ■紫色 ― 山鹿市 ■緑色 ― 日本全国 | ■青色 ― 男性 ■赤色 ― 女性              |  |
| 山鹿市（に相当する地域）の人口の推移 \| 1970年（昭和45年） \| 64,029人 \| \| \| 1975年（昭和50年） \| 61,910人 \| \| \| 1980年（昭和55年） \| 62,839人 \| \| \| 1985年（昭和60年） \| 63,234人 \| \| \| 1990年（平成2年） \| 62,150人 \| \| \| 1995年（平成7年） \| 60,991人 \| \| \| 2000年（平成12年） \| 59,491人 \| \| \| 2005年（平成17年） \| 57,726人 \| \| \| 2010年（平成22年） \| 55,391人 \| \| \| 2015年（平成27年） \| 52,264人 \| \| \| 2020年（令和2年） \| 49,025人 \| \| |                                        |  |
| 総務省統計局 国勢調査より |                                        |  |
| 1970年（昭和45年） | 64,029人                               |  |
| 1975年（昭和50年） | 61,910人                               |  |
| 1980年（昭和55年） | 62,839人                               |  |
| 1985年（昭和60年） | 63,234人                               |  |
| 1990年（平成2年） | 62,150人                               |  |
| 1995年（平成7年） | 60,991人                               |  |
| 2000年（平成12年） | 59,491人                               |  |
| 2005年（平成17年） | 57,726人                               |  |
| 2010年（平成22年） | 55,391人                               |  |
| 2015年（平成27年） | 52,264人                               |  |
| 2020年（令和2年） | 49,025人                               |  |

### 隣接自治体・行政区
熊本県
- 熊本市
  - 北区
- 菊池市
- 玉名郡
  - 玉東町
  - 和水町

福岡県
- 八女市

大分県
- 日田市

## 歴史

### 古代
- 景行天皇の時代 - 山鹿灯籠の創始にまつわる伝説がある。
- 古墳時代 - 市内には5世紀～7世紀のものとみられる古墳が点在し、この時代に人々が住み着いていたことがわかる。
- 8世紀前半 - 「筑後風土記」に「肥後国山鹿郡荒爪山」との表現がみられる。これが「山鹿」の名の初出とされる。

### 中世
- 12世紀中頃 - 山鹿温泉の発見により、温泉町としての性格を帯びる。
- 中世 - 菊池氏が地域一帯を支配するが、菊池氏の没落後、めまぐるしく変動する。
- 1587年 - 肥後の国衆一揆により戦乱に巻き込まれる。

物資の集散地として発展
中世期の山鹿は、各地の集落の産物の集散地域として、菊地川の港を有する市場と湯の町とが結びついた。今日に至る山鹿市（旧市）の骨格はおおむねこの時代に形成された。

### 近世
- 加藤清正が山鹿を含む9郡の領主となり、加藤氏の治世により安定した領国支配となった。
- 16世紀 - 宿場町として発展した土地になる。

参勤交代の道となる「豊前街道」が整備され、熊本藩・人吉藩・薩摩藩がこの道を往来した。また、この頃温泉の整備も一段と進んだ。
- 18世紀 - 山鹿大橋（現在の国道の橋とは別）の完成により温泉地としてさらに賑わった。この頃、特産物である山鹿傘製作なども盛んになった。1763年(宝暦13年）の「山鹿湯町絵図」には町屋、寺院、茶屋等合わせて約500戸が描かれており、当時の繁栄ぶりがわかる。

### 近代
明治以降、各種行政機関が立地し「地方行政の中心」としての位置づけが強まった。中心街には共同湯としてさくら湯が設置されるとともに、参勤交代路が国道3号となった。山鹿温泉大改築、山鹿鉄道の創立、八千代座の建築の3つを総称して山鹿の「明治の三大改革」とされる。
- 1870年（明治3年） - 温泉の大改築工事がされる。
- 1877年（明治10年） - 西南戦争において薩摩軍が山鹿市中心部（旧山鹿ホテル跡）に陣を構える（西南の役 山鹿口の戦い）。
- 1896年（明治29年） - 山鹿鉄道株式会社創立[2]。山鹿-植木間の鉄道敷設免許状が下付されるが[3]、1898年に会社解散[4]。
- 1908年（明治41年） - 電話が通じる。熊本市に次いで熊本県内2番目であり、当時、遠方との連絡を要し財力も有した商家が多かったことがわかる。
- 1911年（明治44年） - 八千代座の開場。
- 1923年（大正12年） - 鹿本鉄道（のちの山鹿温泉鉄道）が開通。
- 太平洋戦争中 - 戦災も受けずに済んだことから、街の構造が現在に受け継がれている。

### 現代
- 1954年（昭和29年）6月28日から6月30日 - 集中豪雨。市内一帯が浸水して孤立状態となる[5]。
- 1960年（昭和35年） - 山鹿温泉鉄道休止（5年後の1965年に正式廃止）
- 1975年（昭和50年） - 中心部の再開発により共同湯のさくら湯取り壊し。破風のみ残し、再開発ビル（温泉プラザ山鹿）内で営業開始。
- 2009年（平成21年）11月 - 温泉プラザ山鹿が老朽化のため、同ビル内でのさくら湯を営業終了。
- 2012年（平成24年）10月 - 共同湯のさくら湯が営業再開。1973年の解体前の外観と1958年の改修前の内装に再生。

## 行政

### 市長
- 早田順一（2021年2月20日就任）

### 役所
- 本庁・山鹿市役所（旧山鹿市役所）
- 鹿北市民センター（旧鹿北町役場）
- 菊鹿市民センター（旧菊鹿町役場）
- 鹿本市民センター（旧鹿本町役場）
- 鹿央市民センター（旧鹿央町役場）

### 姉妹都市・提携都市
山鹿市に姉妹都市・提携都市は存在しない。
- 小京都

山鹿市は「肥後の小京都」として、全国京都会議に加盟している。

### 行政体の変遷
- 1954年4月1日
  - 【新設合併・市制施行】鹿本郡山鹿町・大道村・三玉村・八幡村・三岳村・平小城村・川辺村・米田村⇒山鹿市
  - 【新設合併】岩野村・岳間村・広見村⇒鹿北村
- 1955年4月1日
  - 【新設合併】六郷村・内田村・菊池郡城北村⇒菊鹿村
  - 【新設合併】来民町・稲田村・中富村⇒鹿本町
- 1955年7月1日 【新設合併】米野岳村・千田村・山内村⇒鹿央村
- 1963年12月1日 【町制施行】鹿北村⇒鹿北町
- 1965年
  - 10月1日 【町制施行】菊鹿村⇒菊鹿町
  - 11月1日 【町制施行】鹿央村⇒鹿央町
- 2005年1月15日 【新設合併】山鹿市、鹿本郡鹿央町・鹿北町・鹿本町・菊鹿町⇒山鹿市

## 施設

### 国家機関・県政機関
- 熊本地方法務局山鹿支局
- 熊本国税局山鹿税務署
- 九州地方整備局菊池川河川事務所
- 熊本県鹿本地域振興局
- 城北家畜保健衛生所
- 熊本県立装飾古墳館

### 警察
本部
- 熊本県警察 山鹿警察署

駐在所
- 鹿本駐在所（山鹿市鹿本町来民1603番地1）
- 鹿央駐在所（山鹿市鹿央町合里419番地1）
- 鹿北駐在所（山鹿市鹿北町四丁1612番地）
- 菊鹿駐在所（山鹿市菊鹿町下内田580番地3）

### 消防
本部
- 山鹿市消防本部

消防署
- 山鹿消防署（山鹿市南島1270-1）
- 東消防署（山鹿市鹿本町庄1695）
- 鹿北消防署（山鹿市鹿北町四丁1612）

### その他
- 山鹿市民医療センター
- 山鹿中央病院
- 山鹿郵便局
- 山鹿市総合体育館

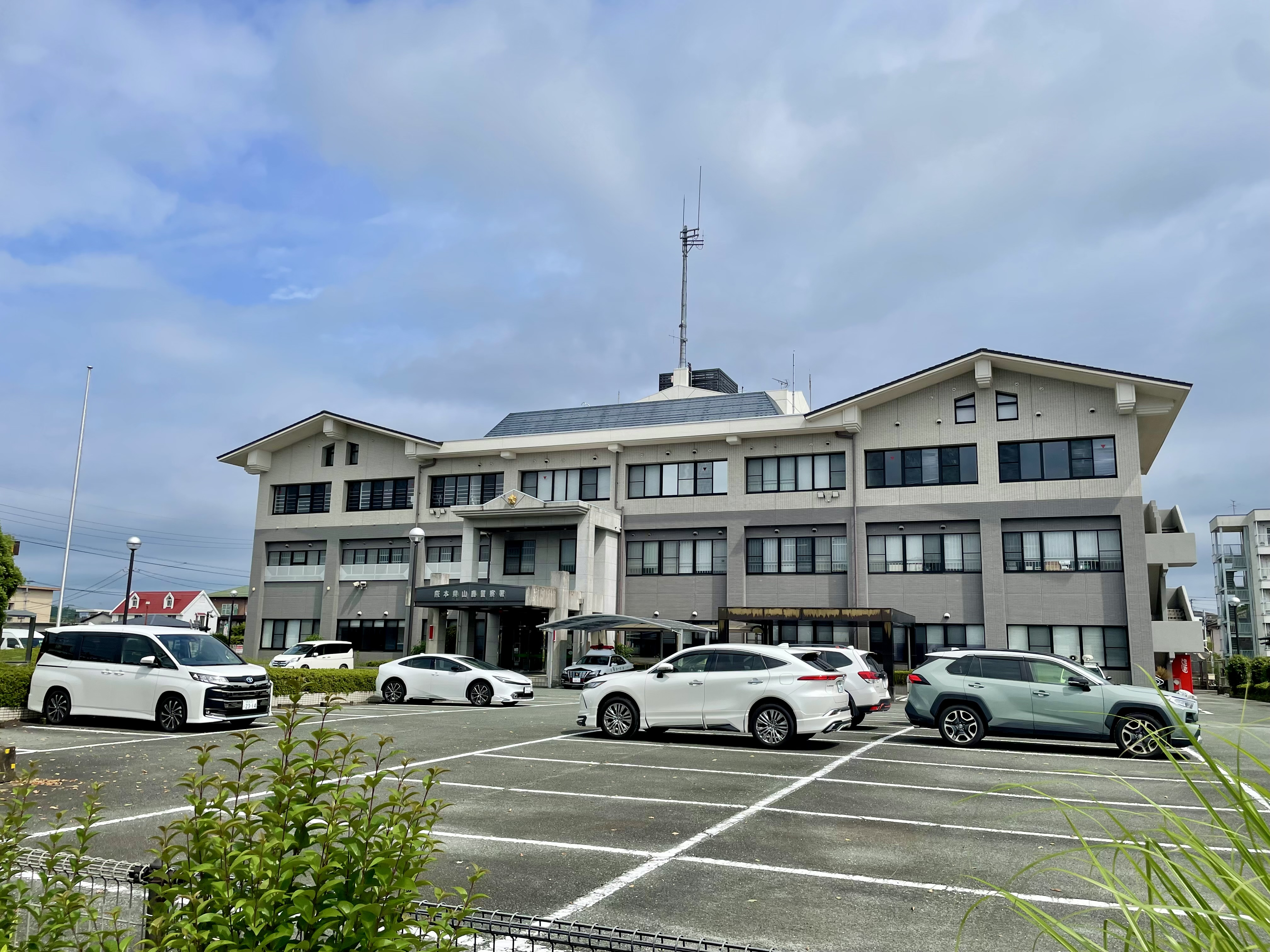
山鹿警察署
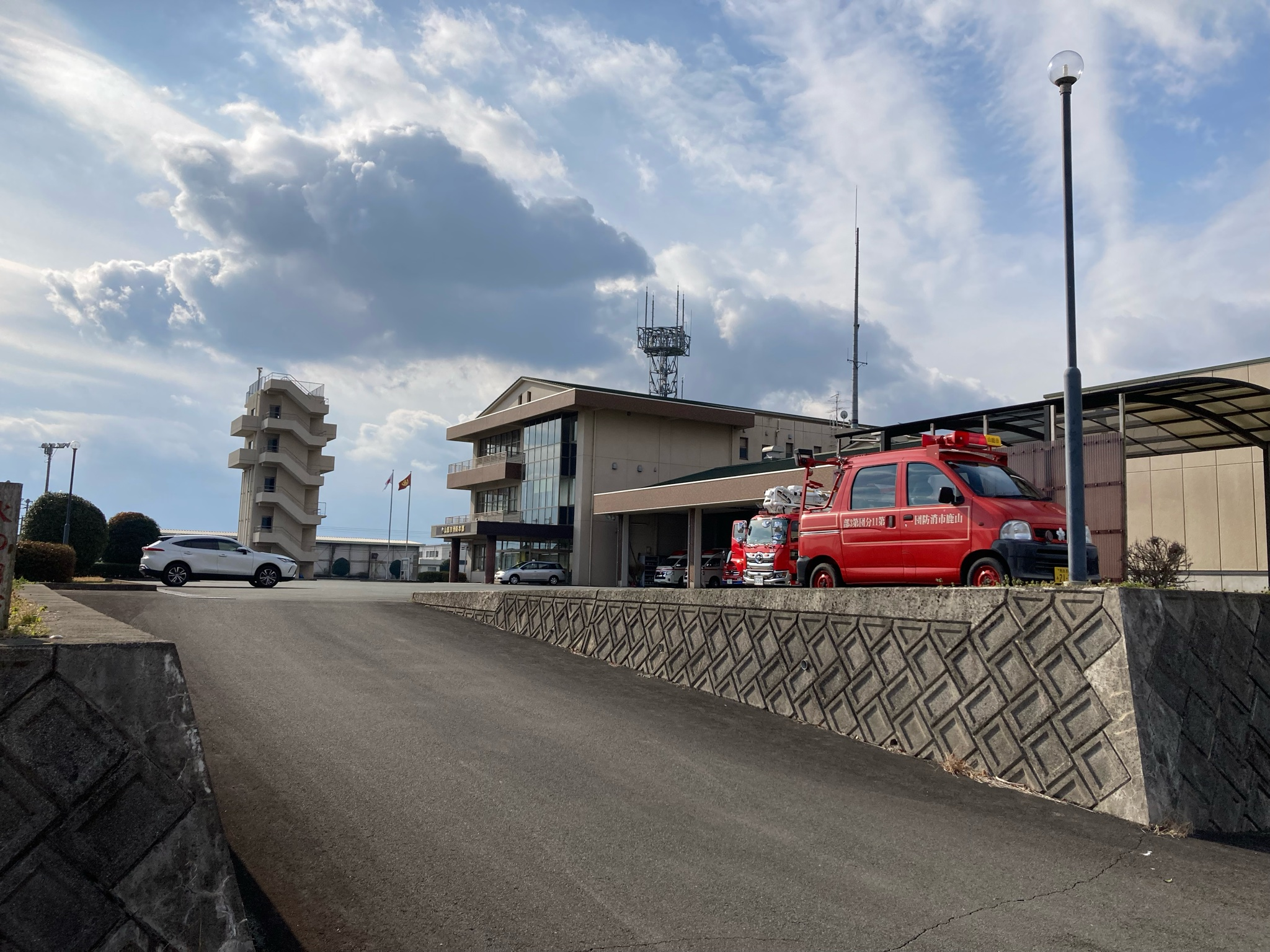
山鹿市消防本部
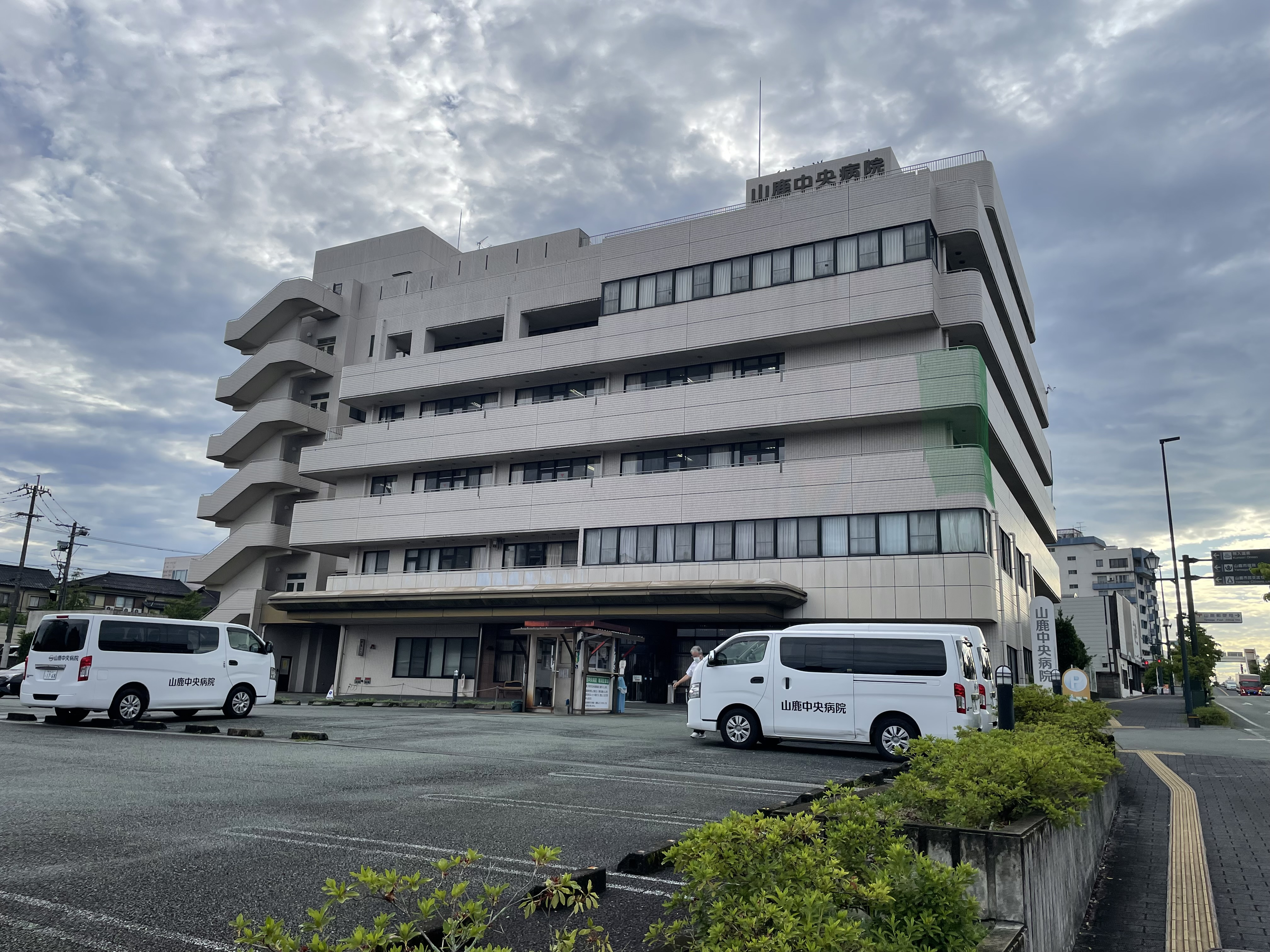
山鹿中央病院
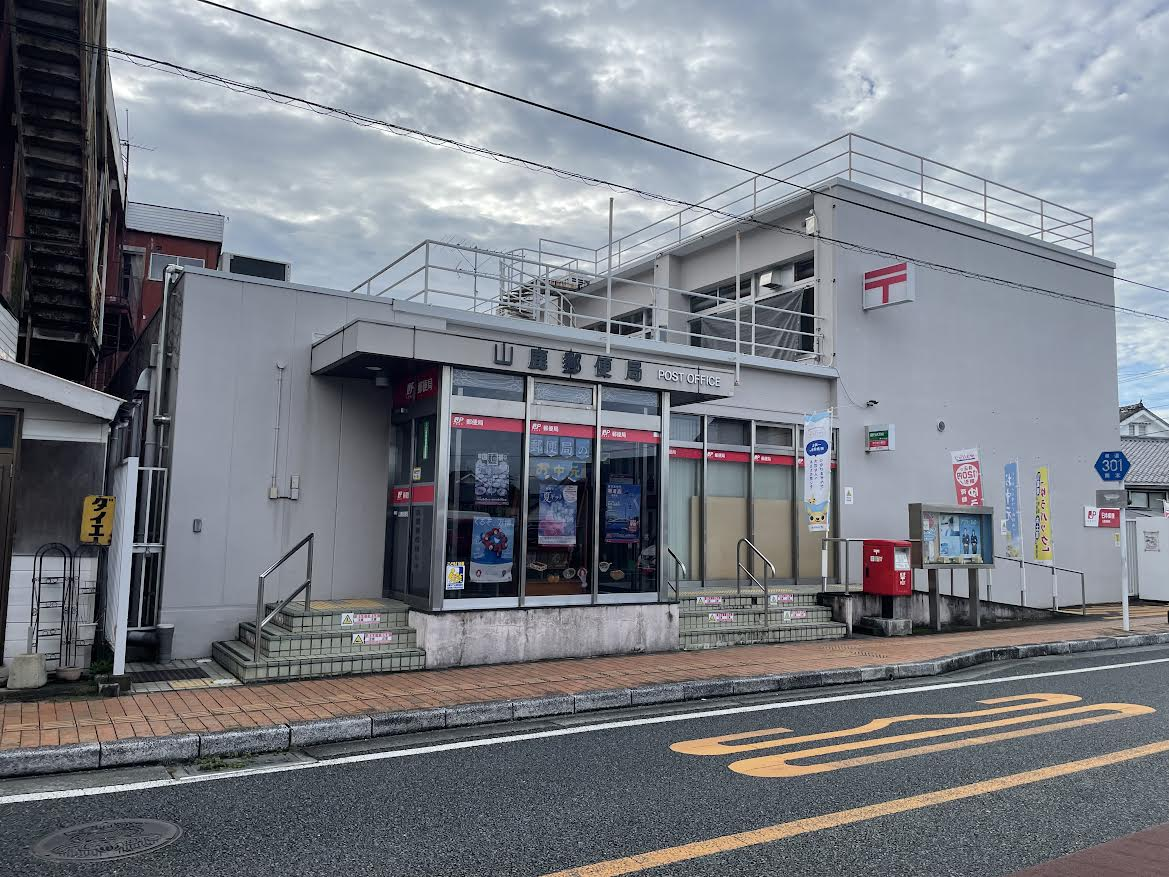
山鹿郵便局

## 経済

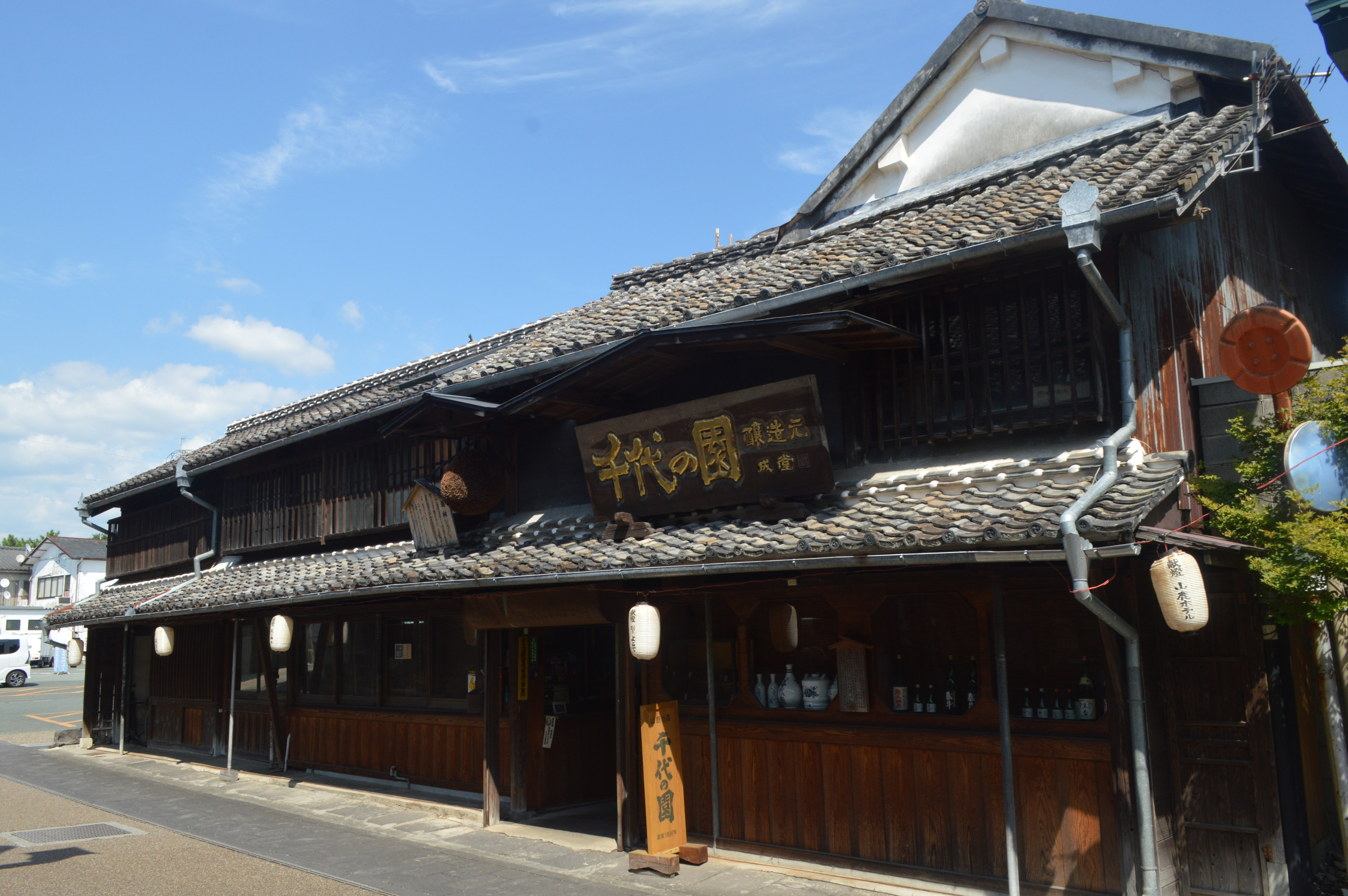
千代の園酒造

2004年度（平成16年度）の市内総生産は1,681億円だった。

### 本社を置く企業
- 熊本らくのう運輸
- 千代の園酒造
- 地の塩社
- ジェム
- Lib Work
- シマノ熊本（シマノの関連会社）
- オムロン リレーアンドデバイス（オムロンの関連会社）
- フジクラプレシジョン（フジクラの関連会社）

### 拠点を置く企業
- 田苑酒造

## 教育

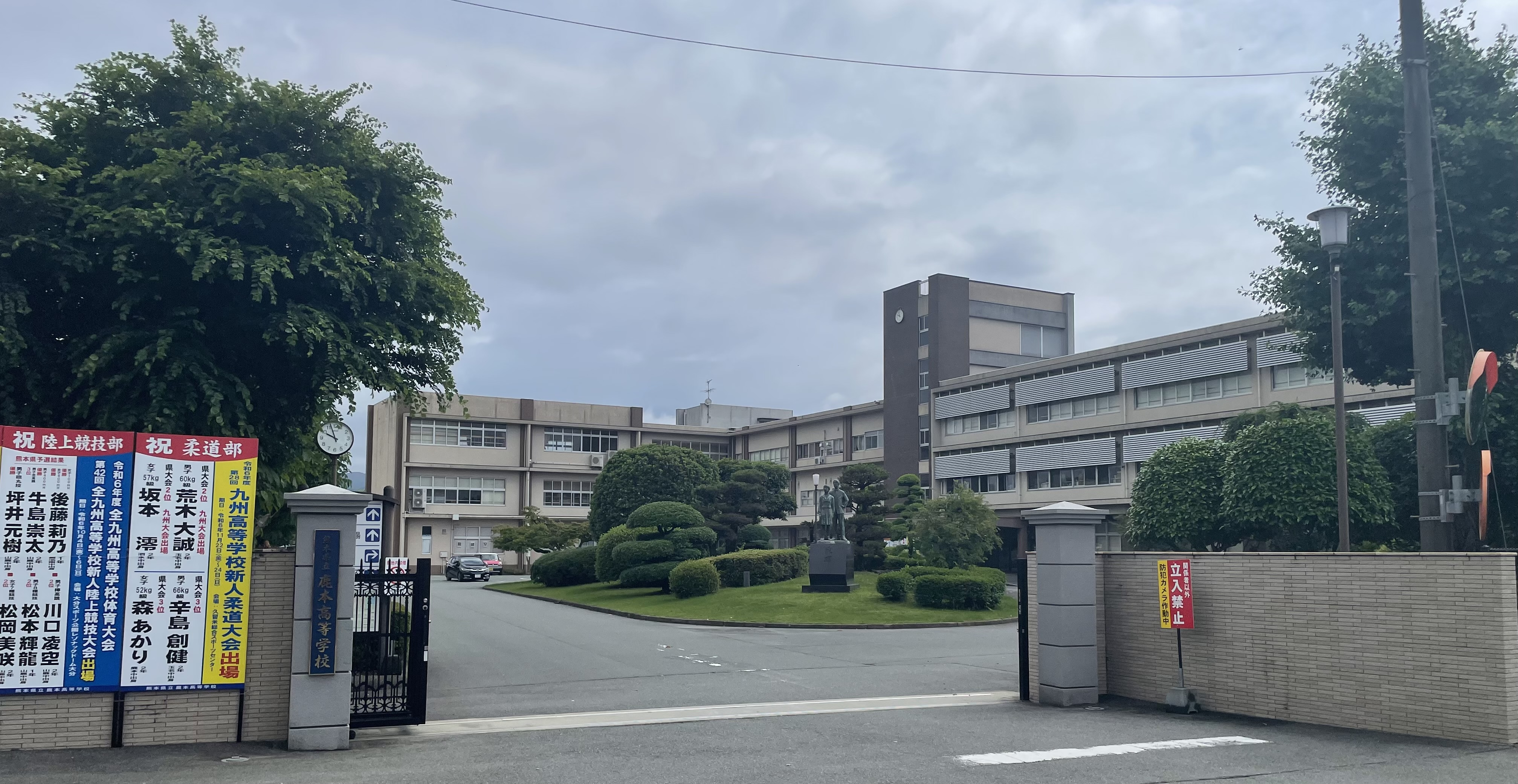
熊本県立鹿本高等学校

### 高等学校

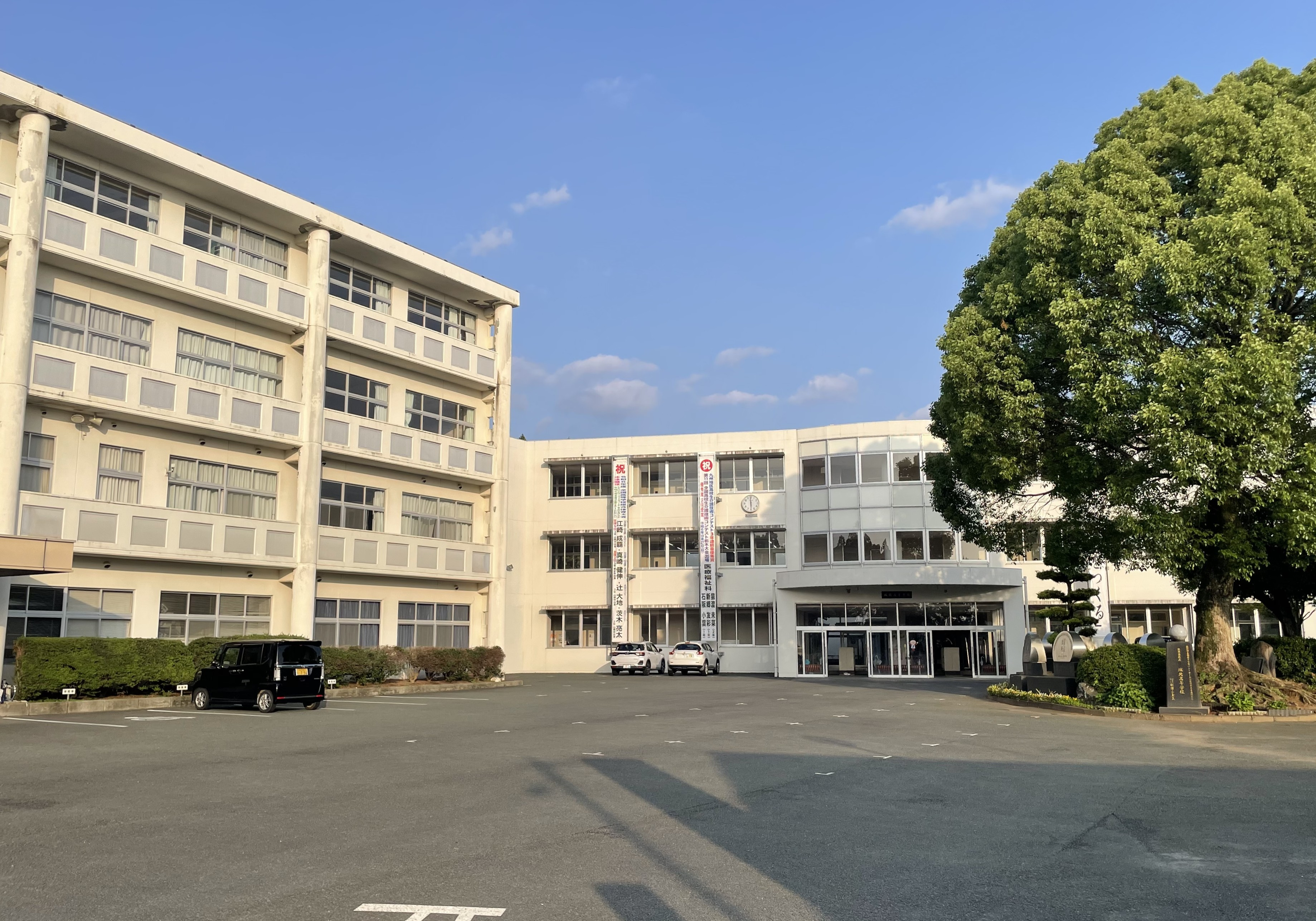
城北高等学校

県立
- 熊本県立鹿本高等学校
- 熊本県立鹿本農業高等学校
- 熊本県立鹿本商工高等学校

私立
- 城北高等学校城北高等学校

### 中学校
- 山鹿市立山鹿中学校
- 山鹿市立鶴城中学校
- 山鹿市立鹿北中学校
- 山鹿市立菊鹿中学校
- 山鹿市立鹿本中学校
- 山鹿市立米野岳中学校

### 小学校
八幡小学校、平小城小学校、三岳小学校、三玉小学校、大道小学校、鹿北小学校、菊鹿小学校、めのだけ小学校には制服がある。
- 山鹿市立山鹿小学校
- 山鹿市立八幡小学校
- 山鹿市立平小城小学校
- 山鹿市立三岳小学校
- 山鹿市立三玉小学校
- 山鹿市立大道小学校
- 山鹿市立鹿北小学校
- 山鹿市立菊鹿小学校
- 鹿本小学校
- 山鹿市立めのだけ小学校

### 特別支援学校
- 熊本県立かもと稲田支援学校

## 交通

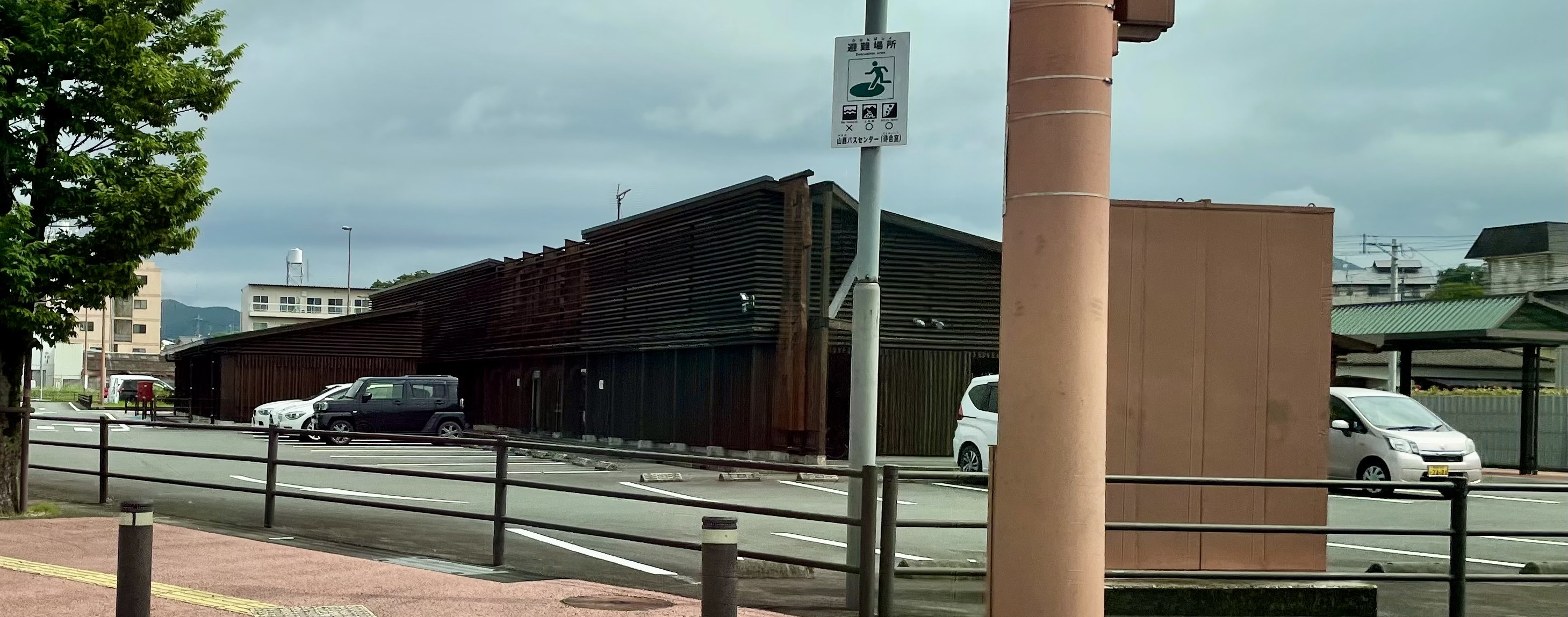
山鹿バスターミナル

最寄り空港は熊本空港であるが、空港と市内を直接結ぶ公共交通機関はない。

### 鉄道
現在は市内に鉄道はない。市内中心部に近い駅はJR九州九州新幹線新玉名駅、JR九州鹿児島本線植木駅および鹿児島本線玉名駅（このうち植木駅からは山鹿市内への路線バスがない）。
かつては山鹿温泉鉄道が植木駅から山鹿駅を結んでいたが、1960年（昭和35年）に休止、1965年（昭和40年）に廃止された。

### バス

#### 一般路線バス
- 九州産交バス・産交バス - 国道3号沿いの山鹿市中心部に位置する山鹿バスの駅（山鹿バスセンター）に発着するバス路線を運行している。旧植木町を経由し熊本市と山鹿市を結ぶ路線が概ね1時間に1-2本程度の頻度で運行されているほか、和水町（旧菊水町域）を経由し玉名市と山鹿市を結ぶ路線、和水町（旧三加和町域）を経由し南関町と山鹿市を結ぶ路線、菊池市・大津町と山鹿市を結ぶ路線がある。
  - 田崎橋 - 熊本駅 - 熊本桜町バスターミナル - 大窪 - 植木 - 山鹿バスセンター ※複数経路あり
  - 玉名駅 - 新玉名駅 - 菊水ロマン館 - （菊水インターチェンジ経由/米の岳経由） - 山鹿バスセンター
  - 南関上町 - 小原 - 三加和温泉 - 平山温泉 - 山鹿バスセンター - 山鹿市役所前
  - 菊池産交 - 遊蛇口 - 来民中町 - 山鹿バスセンター
  - 肥後大津駅 - 翔陽高校 - 菊池温泉 - 菊池プラザ - 七城メロンドーム - 水辺プラザ - 山鹿バスセンター

かつては西鉄バスが主に国道3号を通りJR久留米駅・西鉄久留米駅と山鹿市中心部を結ぶ路線や、旧鹿北町中心部と岳間地区を結ぶ路線を運行していたが、2003年に廃止された。また、JR九州バスが主に国道443号を通り瀬高駅と山鹿市中心部を結ぶ山鹿線を運行していたが、2006年3月1日に産交バス・熊本電気鉄道（熊本電鉄バス）に移管されたのち、瀬高 - 山鹿間が2009年9月30日限りで廃止された（熊本電鉄バスは2011年10月1日に山鹿 - 大津間から撤退）。熊本電鉄バスもかつて山鹿市内に多くの路線を運行していたが、2018年3月31日限りで合志市（辻久保）と山鹿バスセンターを結ぶ路線が廃止され山鹿市内から撤退した。
このほか堀川バスが八女市中心部の福島と山鹿市域内の平山温泉を結ぶ路線を2011年4月2日から土日祝日に限り運行していたが、2024年9月16日限りで廃止された。

#### 高速バス
- 九州自動車道鹿央バスストップ
  - ひのくに号（各停のみ）：福岡空港 - 鹿央 - 熊本市

なお、山鹿市外にある植木インターチェンジは路線バスの発着本数も比較的多く、また福岡市中心部に直通する「ひのくに号」も運行されているため、福岡市と山鹿市の間を移動する場合、鹿央バスストップよりも植木インターチェンジのほうが利便性が高い。また同じく山鹿市外の菊水インターチェンジも福岡市中心部に直通する「ひのくに号」が停車する。
かつて福岡市中心部と山鹿市中心部を結ぶ高速バスが運行されたことがあったが、いずれも休止・廃止・運行終了となり現在は運行されていない。
- 西日本鉄道が福岡市と山鹿市を結ぶ高速バスを運行していたが、2000年代に廃止された。
- 福岡 - 山鹿・菊池を結ぶ熊本電気鉄道、九州産交バス、西日本鉄道（3社共同運行）の路線が2007年4月1日より9月30日まで試験運行されていた。山鹿市内の停車バス停は山鹿バスの駅（山鹿バスセンター）・温泉プラザ前バス停・鹿本総合支所前バス停であった。
- YOKAROが2011年に福岡市と阿蘇市を山鹿市経由で結ぶ会員制ツアーバスを運行開始し、2013年には乗合バス化され会員以外の利用も可能となったが、2014年に休止された。

### 乗合タクシー
- 山鹿市あいのりタクシー - 予約制乗合タクシー（事前登録等が不要で誰でも利用可能）。旧菊鹿町域で「菊鹿あんず号」、旧鹿央町域で「鹿央キンカン号」、旧鹿北町域で「鹿北たけんこ号」、旧山鹿市・鹿本町域で「山鹿チヨマツ号」が運行されている。
- 鹿北ジャンボタクシー - 山鹿市中心部と旧鹿北町域を結ぶジャンボタクシー。予約なしで利用可。

かつてはコミュニティバスとしてやまが市街地循環バスが運行されていたが、2014年9月30日限りで廃止された。

### 道路
国道3号が市街を南北に縦貫している。旧山鹿市内中心部で国道325号及び国道443号と接する。

#### 高速道路
九州自動車道が市の西部を通っているが、市内にインターチェンジは無い（最寄りインターチェンジは菊水インターチェンジもしくは植木インターチェンジ）。

#### 国道
- 国道3号
- 国道325号
- 国道443号

#### 県道
主要地方道
- 大分県道・熊本県道9号日田鹿本線
- 福岡県道・熊本県道13号黒木鹿北線
- 熊本県道16号玉名山鹿線
- 熊本県道18号菊池鹿北線
- 熊本県道37号熊本菊鹿線
- 熊本県道55号山鹿植木線

一般県道
- 熊本県道119号植木山鹿線
- 熊本県道127号岩野黒木線
- 熊本県道194号和仁菊水線
- 熊本県道195号和仁山鹿線
- 熊本県道196号鹿本松尾線
- 熊本県道197号津留鹿本線
- 熊本県道198号田底鹿本線
- 熊本県道200号畑中山鹿線
- 熊本県道315号竈門菰田山鹿線

### 道の駅
- 鹿北
- 水辺プラザかもと

## 名所・旧跡・観光スポット

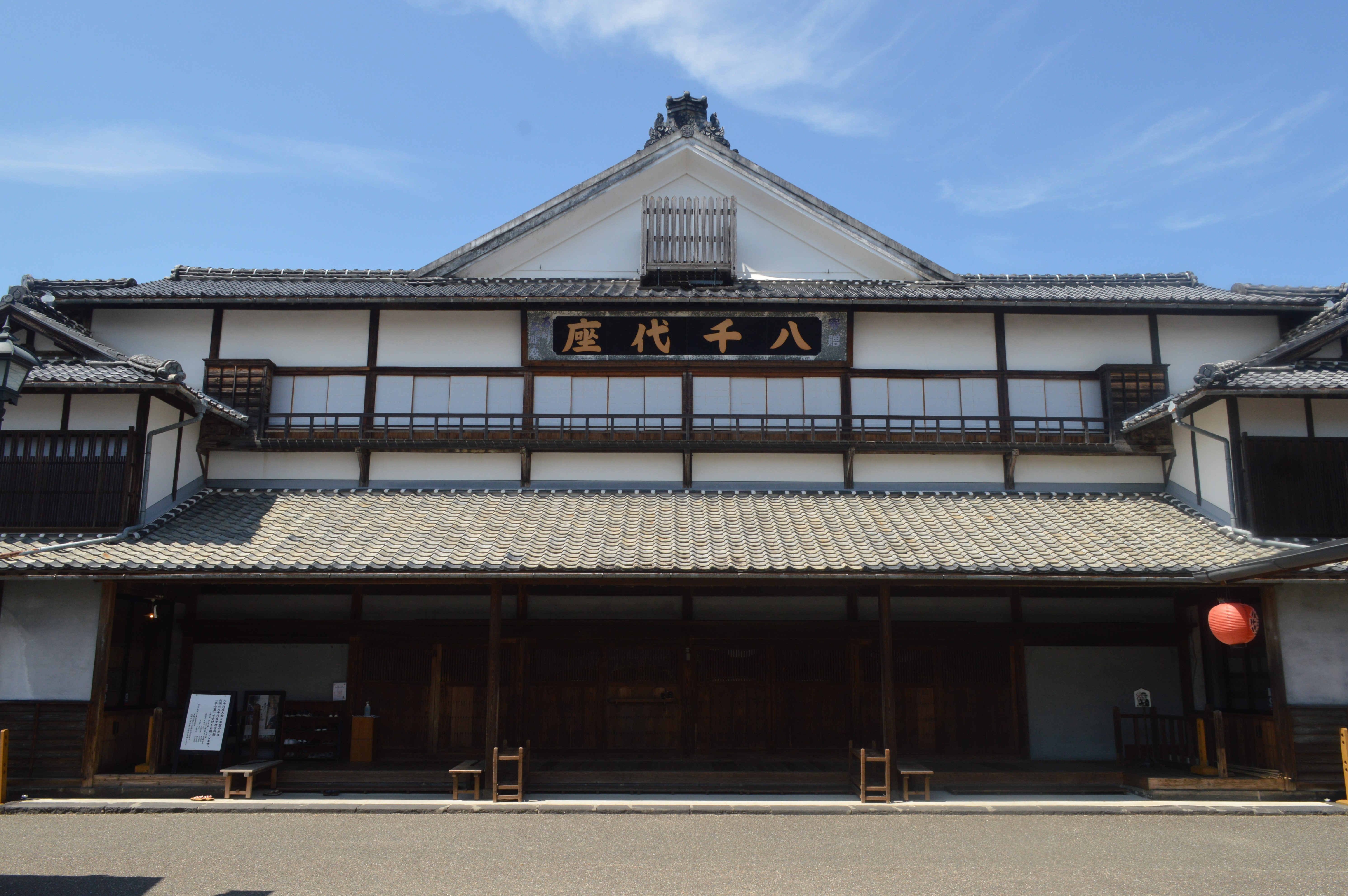
八千代座

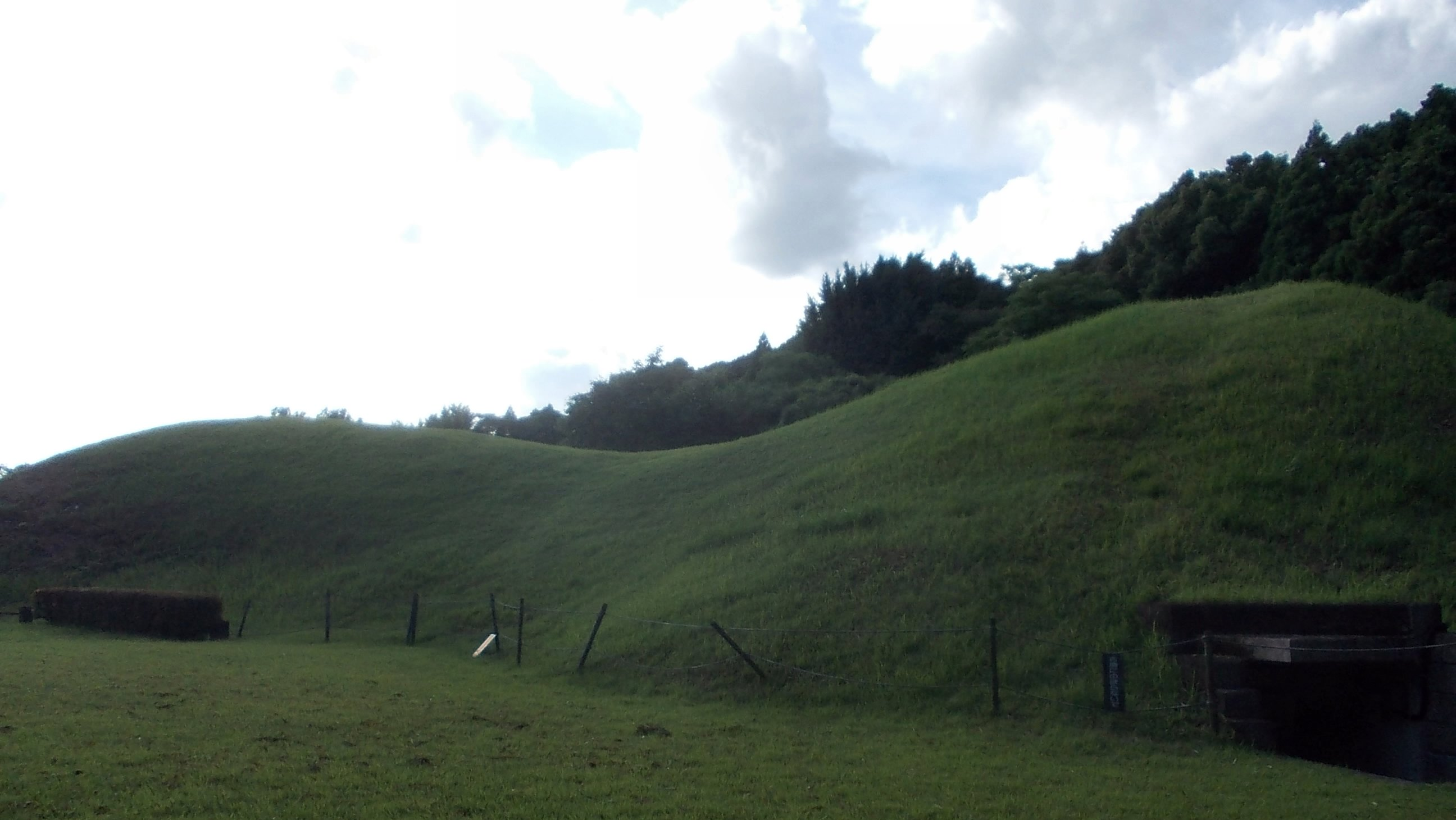
チブサン古墳

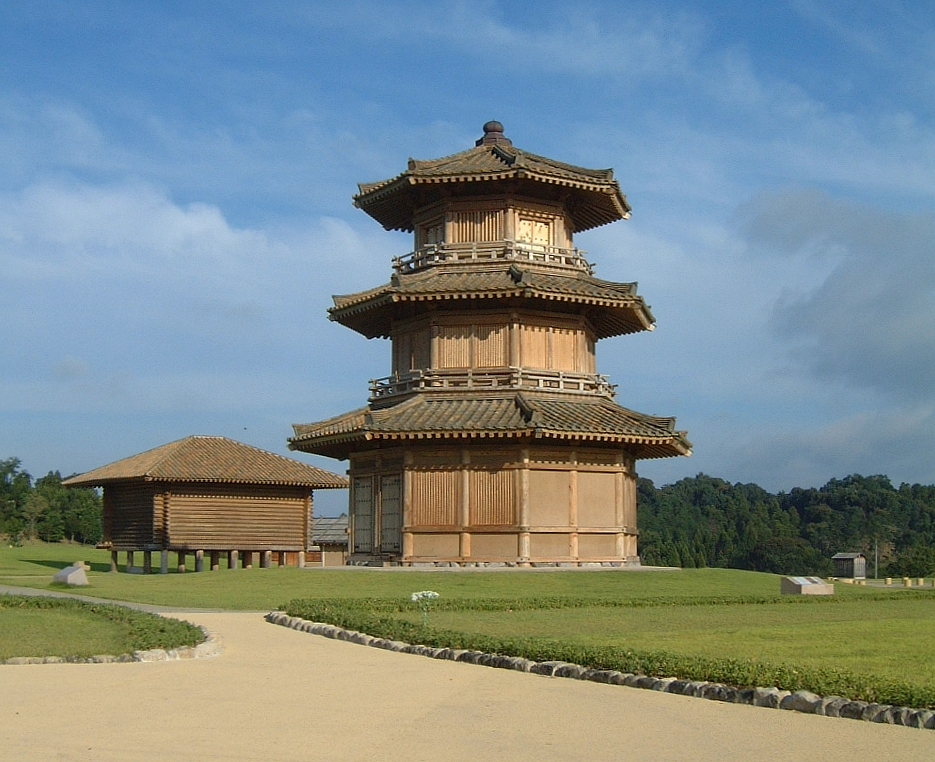
鞠智城

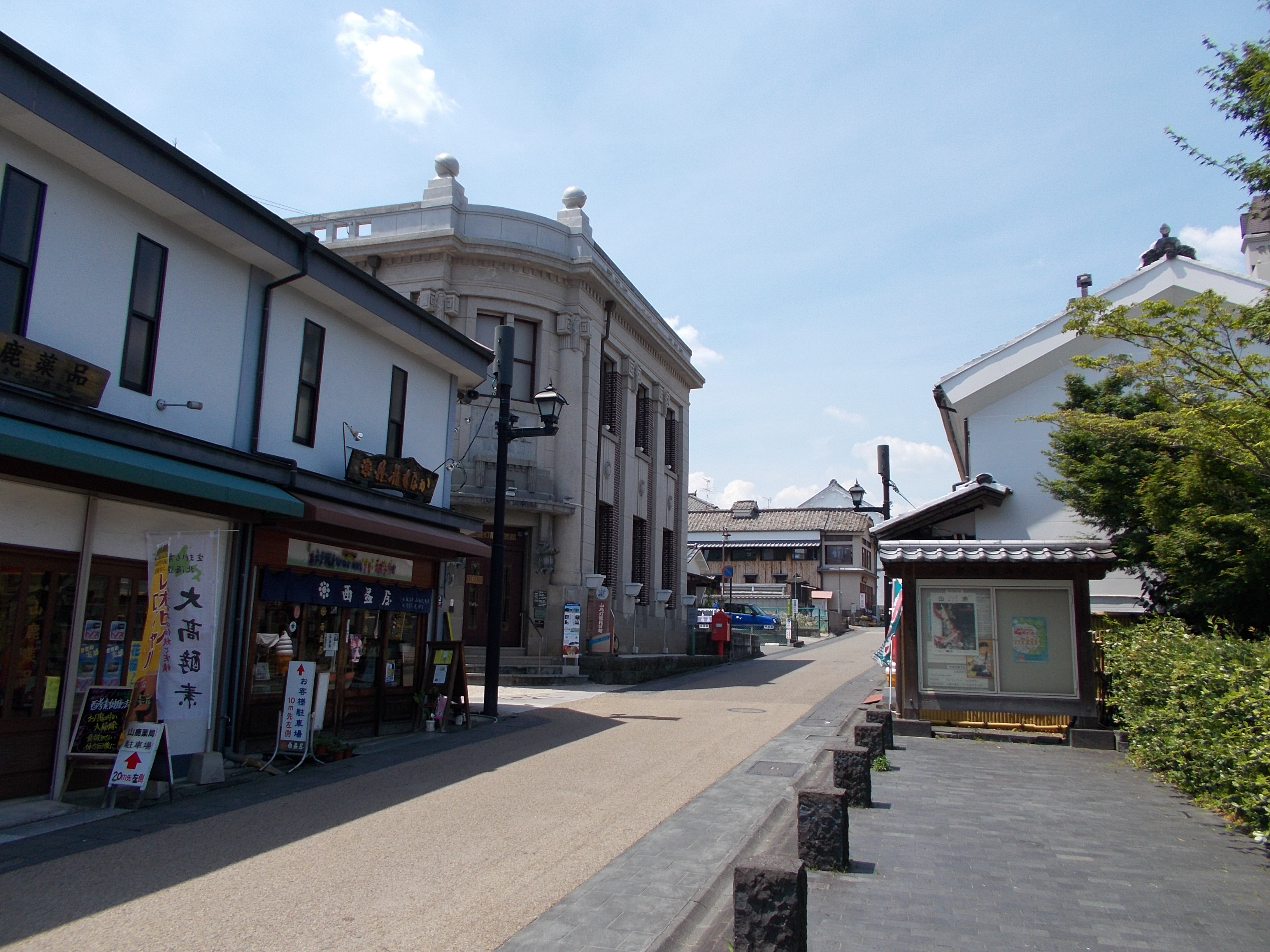
薩摩街道

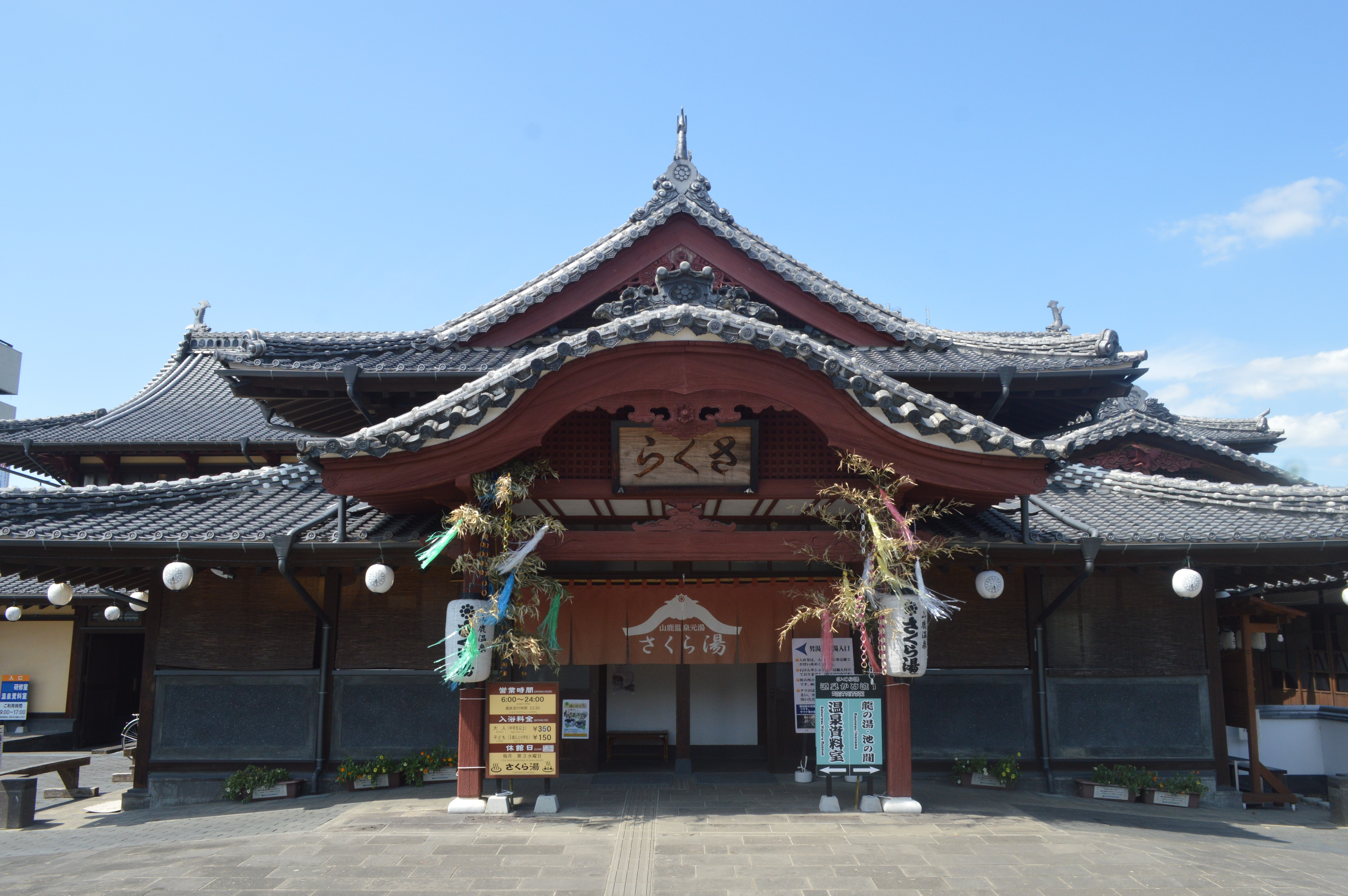
山鹿温泉

### 名所・旧跡
主な城郭・館
- 鞠智城
- 城村城跡
- 日渡城跡
- 山鹿城跡（跡地は光専寺[6]）
- 隈部館跡

主な神社
- 大宮神社
- 内田八幡宮

主な寺院
- 相良寺（相良観音）

主な遺跡
- チブサン古墳・オブサン古墳（国の史跡）

街道
- 薩摩街道
  - 山鹿宿

### 観光スポット
- 六湯郷（ろくとうきょう）
山鹿温泉、平山温泉、鹿北温泉、熊入温泉、鹿本温泉、菊鹿温泉のPR用の総称。
- 八千代座
1910年（明治43年）に建てられた芝居小屋。昭和40年代末には使用されなくなり、朽ち落ちる一歩手前になっていたが、市民の寄付活動により瓦の葺き替えが行なわれるなど、保存に向けての運動が行なわれ、1988年（昭和63年）に国の重要文化財に指定された。2001年（平成13年）に保存修復工事が完了している。全国的にも希少となった伝統的な芝居小屋の様式を今日にも伝えており、今日でも歌舞伎公演のみならず、大衆演芸、コンサート、各種のシンポジウムなど、さまざまな文化活動の場として利用されている。
- さくら湯 - 寛永17年に藩の御茶屋として建てられた公衆浴場。明治初期の大改修により「市民温泉」となり、明治31年「道後温泉」の棟梁・坂本又八郎を招いて再改修。昭和4年の改修では「十字クロス構造」を採用した。しかし、1973年（昭和48年）に再開発（温泉プラザ山鹿建設）のために解体され、一時期は同ビル内にて営業していた。しかし、平成時代になるとビル自体の老朽化が進み、山鹿市が往年のさくら湯を再生する事業を行い、2012年（平成24年）10月、外観を1973年（昭和48年）の解体前、内観を1958年（昭和33年）の改修前の姿にして再建。
- 相良のアイラトビカズラ（国の特別天然記念物）
- 県立装飾古墳館
- 山鹿市立博物館
- 山鹿灯籠民芸館
- 川西の宝篋印塔（県指定の重要文化財） - 現存する宝篋印塔としては県内最古。山鹿市菊鹿町下内田。
- あんずの丘
- 矢谷渓谷
- 番所の棚田 - 日本の棚田百選に選定されており、彼岸花の名所でもある。
- 眼鏡橋めぐり - 熊本県最古といわれる安政3年（1774年）竣工の洞口橋など、市内各地に31もの石橋が存在する。
- ゆうかファミリーロード（県道330号線） - 熊本市と山鹿市を結ぶ自転車道。一部の区間は山鹿温泉鉄道の廃線跡を利用しており、当時の駅跡が休憩所として利用されている場所もある。

## 文化・名物

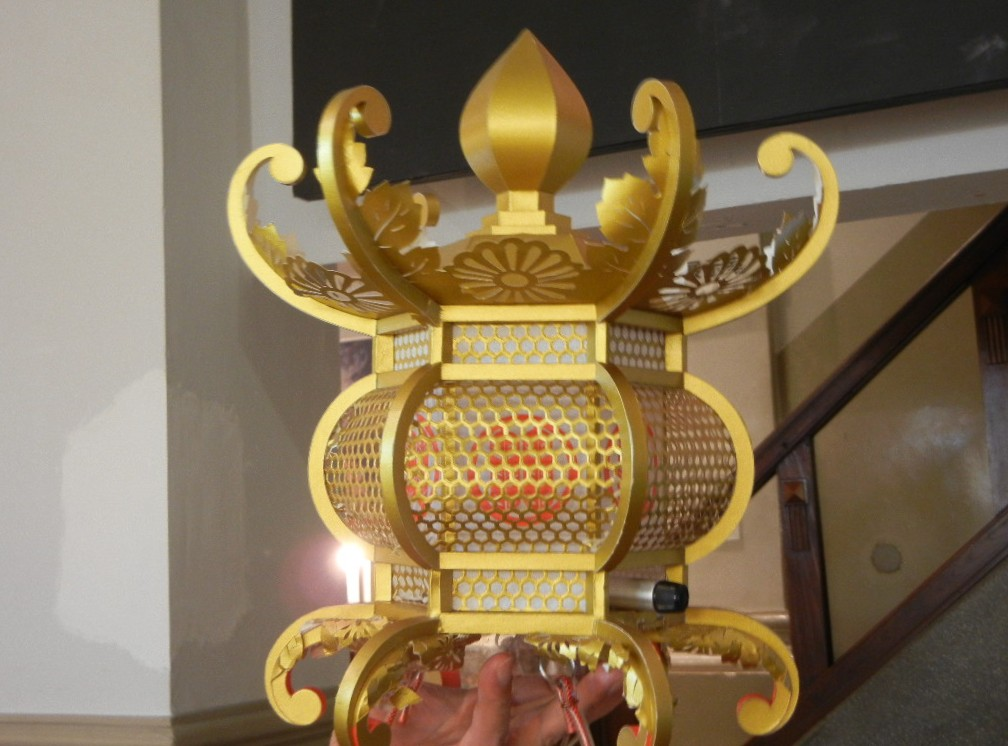
山鹿燈籠

### 祭事・催事
- 山鹿灯籠まつり
毎年8月15日・16日に行われる、市内・大宮神社の祭。民謡「よへほ節」にあわせて、女性たちが揃いの浴衣姿で、金・銀の和紙で作られた山鹿灯籠を頭に載せて、優美に踊る。熊本県の代表的な祭りである。
- 熊本国際ロード
2009年に誕生した自転車ロードレース大会。

### 名産・特産
- 山鹿灯籠
- 来民の渋うちわ
- 鹿北茶
- 栗（山鹿和栗）
- とじこ豆

### スポーツ
山鹿市に本拠地を置くスポーツチーム
- オムロンピンディーズ（女子ハンドボール）

## 出身関連著名人
- 清浦奎吾 - 政治家。第23代内閣総理大臣。
- 松野鶴平 - 政治家。
- 松野頼三 - 政治家。
- 松野頼久 - 政治家。
- 三浦八水 - 政治家。
- 三浦一水 - 政治家。
- 蒲島郁夫 - 政治家。熊本県知事（公選第17・18・19・20代）。東京大学教授（政治過程論）。
- 荒木俊馬 - 宇宙物理学者。京都産業大学創設者。
- 松尾敬宇 - 帝国海軍軍人。
- 松永正敏 - 帝国陸軍中将。
- 森清勇 - 陸上自衛官。
- 中村光至 - 小説家。
- 平川虎臣 - 小説家。
- 古川春秋 - 小説家。
- 冬川亘 - 翻訳家。
- 高橋廣湖 - 日本画家。
- 浦田正夫 - 日本画家。
- 富田至誠 - 洋画家。
- 緒方秀美 - 写真家。
- 大津皓一 - 脚本家・放送作家。
- 波多野貴文 - 演出家・映画監督。
- 三橋貴明 - 中小企業診断士。評論家。
- 池田史 - フリーアナウンサー。福岡放送アナウンサー。
- 中山千夏 - 女優、歌手、声優。政治家。
- 上月晃 - 女優。宝塚歌劇団星組男役トップスター。
- 真條まから - 宝塚歌劇団男役。
- 芋生悠 - 女優。
- 三遊亭ふう丈 - 落語家。
- 市川歌志 - 漫才師「市川歌志・泰子」。
- 田代彩華 - ローカルタレント。
- COOLON - ヒップホップグループ。
- 江藤愼一 - プロ野球選手。
- 原田末記 - プロ野球選手。
- 宮崎光平 - プロサッカー選手。
- 河原創 - プロサッカー選手。
- 中原輝 - プロサッカー選手。
- 荒木遼太郎 - プロサッカー選手。
- 千代白鵬大樹 - 大相撲力士。
- 稲葉大樹 - プロレスラー。
- 青木まゆみ - 水泳選手。1972年ミュンヘンオリンピック 100mバタフライで世界新記録を作り金メダル。
- 池上洋二郎 - 陸上競技選手、競輪選手。
- 帆足長秋 - 国学者、神職。
- 戸次貞雄 - 宗教家。日本敬神崇祖自修団創設者。

ゆかりのある人物
- 宗不旱 - 歌人。現在の熊本市生まれ。
- 桑田健秀 - バスケットボール指導者。山鹿市生まれ。東京都出身。
- 小松一三 - 東京出身のラジオパーソナリティ。山鹿市在住。

架空の人物
- 南総サトミ - 派遣社員。『NISSAN あ、安部礼司〜BEYOND THE AVERAGE』
- 鹿王 - ご当地ヒーロー。

## 山鹿市を舞台とした作品
- ウルトラマンティガ（第43話「地の鮫」… 不動岩・岩原横穴墓が登場）-1997年
- オードリー（NHK連続テレビ小説）-2000-2001年
- 裸の大将放浪記『裸の大将 火の国・熊本編〜女心が噴火するので〜』-2009年
- 浅見光彦シリーズ 菊池伝説殺人事件 -2011年
- 山鹿のピアノ（NHKみんなのうた「2014年10月～11月」） -2014年